# 1265
Il 1265 (MCCLXV in numeri romani) è un anno  del XIII secolo.

## Eventi
- 5 febbraio - Eletto Papa Clemente IV
- 24 maggio - Manfredi di Sicilia, ultimo sovrano svevo del Regno di Sicilia, rivolge un vano appello al Papa Clemente IV tramite un manifesto, al fine di voler farsi proclamare Imperatore del Sacro Romano Impero.
- Giugno - Carlo I d'Angiò giunge a Roma via mare, sfuggendo alla flotta Siciliana, per farsi proclamare Re di Sicilia.
- Dicembre - l'esercito di Carlo d'Angiò giunge in Lombardia attraverso la Savoia e il Piemonte.

## Nati
- 3 marzo - Gemma Donati, italiana
- 10 maggio - Fushimi, imperatore giapponese († 1317)
- 15 ottobre - Temür Khan, imperatore cinese († 1307)
- 4 novembre - Alfonso III d'Aragona, sovrano († 1291)
- Dante Alighieri, poeta, scrittore e politico italiano († 1321)
- Goffredo di Hohenlohe, nobile tedesco († 1310)
- Pellegrino Laziosi, religioso italiano († 1345)
- Ramon Muntaner, militare e scrittore († 1336)
- Notburga di Eben, santa austriaca († 1313)
- Karl von Trier († 1324)
- Kamāl al-Dīn al-Fārisī, astronomo, fisico e matematico persiano († 1318)
- Violante di Castiglia, principessa († 1308)

## Morti
- 8 febbraio - Hulagu Khan, condottiero mongolo
- 24 febbraio - Ruggero IV di Foix, conte
- 25 febbraio - Ulrico di Württemberg, nobile tedesco (n. 1226)
- 18 aprile - Makkikha II, vescovo cristiano orientale siro
- 14 maggio - Egidio da Vouzela, teologo portoghese
- 15 maggio - Alberto I di Meclemburgo, principe (n. 1230)
- 16 maggio - Simone Stock, santo e religioso inglese (n. 1165)
- 29 maggio - Rodolfo di Ginevra, nobile
- 16 giugno - Doquz Khatun, principessa mongola
- 26 giugno - Anna di Boemia, nobile polacca (n. 1204)
- 4 agosto - Enrico di Montfort, nobile inglese (n. 1238)
- 4 agosto - Peter de Montfort, condottiero, diplomatico e nobile inglese
- 4 agosto - Simone V di Montfort, conte inglese (n. 1208)
- 24 settembre - Filippo della Torre, sovrano e politico italiano
- 11 novembre - Farinata degli Uberti, militare e politico italiano
- 24 novembre - Magnus III dell'Isola di Man, sovrano mannese
- 3 dicembre - Odofredo Denari, giurista italiano (n. 1200)
- Adelaide di Brabante, nobildonna
- Kiligi Arslan IV, sultano
- Peire Bremon Ricas Novas, trovatore francese (n. 1195)
- Henri II Clément, militare francese
- Bernabò Malaspina, nobile italiano
- John Maunsell, magistrato inglese
- Töregene Khatun, condottiera mongola
- Ugo di Ugurgeri, vescovo cattolico italiano
- Philippe de Rémi, francese (n. 1210)
- Martino di Campitello, religioso italiano
- Gotofredo I di Challant, nobile italiano
- Smaragd di Kalocsa, arcivescovo cattolico ungherese
- Fujiwara no Nobuzane, poeta giapponese (n. 1176)
- Gofukakusa-in no Shōshō no naishi, poeta giapponese

## Calendario
| Calendario 1265 | Calendario 1265 | Calendario 1265 | Calendario 1265 | Calendario 1265 | Calendario 1265 | Calendario 1265 | Calendario 1265 | Calendario 1265 | Calendario 1265 | Calendario 1265 | Calendario 1265 | Calendario 1265 | Calendario 1265 | Calendario 1265 | Calendario 1265 | Calendario 1265 | Calendario 1265 | Calendario 1265 | Calendario 1265 | Calendario 1265 | Calendario 1265 | Calendario 1265 | Calendario 1265 | Calendario 1265 | Calendario 1265 | Calendario 1265 | Calendario 1265 | Calendario 1265 | Calendario 1265 | Calendario 1265 | Calendario 1265 | Calendario 1265 |
| --------------- | --------------- | --------------- | --------------- | --------------- | --------------- | --------------- | --------------- | --------------- | --------------- | --------------- | --------------- | --------------- | --------------- | --------------- | --------------- | --------------- | --------------- | --------------- | --------------- | --------------- | --------------- | --------------- | --------------- | --------------- | --------------- | --------------- | --------------- | --------------- | --------------- | --------------- | --------------- | --------------- |
|                 | 1               | 2               | 3               | 4               | 5               | 6               | 7               | 8               | 9               | 10              | 11              | 12              | 13              | 14              | 15              | 16              | 17              | 18              | 19              | 20              | 21              | 22              | 23              | 24              | 25              | 26              | 27              | 28              | 29              | 30              | 31              |                 |
| Gennaio         | Gi              | Ve              | Sa              | Do              | Lu              | Ma              | Me              | Gi              | Ve              | Sa              | Do              | Lu              | Ma              | Me              | Gi              | Ve              | Sa              | Do              | Lu              | Ma              | Me              | Gi              | Ve              | Sa              | Do              | Lu              | Ma              | Me              | Gi              | Ve              | Sa              |                 |
| Febbraio        | Do              | Lu              | Ma              | Me              | Gi              | Ve              | Sa              | Do              | Lu              | Ma              | Me              | Gi              | Ve              | Sa              | Do              | Lu              | Ma              | Me              | Gi              | Ve              | Sa              | Do              | Lu              | Ma              | Me              | Gi              | Ve              | Sa              |                 |                 |                 |                 |
| Marzo           | Do              | Lu              | Ma              | Me              | Gi              | Ve              | Sa              | Do              | Lu              | Ma              | Me              | Gi              | Ve              | Sa              | Do              | Lu              | Ma              | Me              | Gi              | Ve              | Sa              | Do              | Lu              | Ma              | Me              | Gi              | Ve              | Sa              | Do              | Lu              | Ma              |                 |
| Aprile          | Me              | Gi              | Ve              | Sa              | Do              | Lu              | Ma              | Me              | Gi              | Ve              | Sa              | Do              | Lu              | Ma              | Me              | Gi              | Ve              | Sa              | Do              | Lu              | Ma              | Me              | Gi              | Ve              | Sa              | Do              | Lu              | Ma              | Me              | Gi              |                 |                 |
| Maggio          | Ve              | Sa              | Do              | Lu              | Ma              | Me              | Gi              | Ve              | Sa              | Do              | Lu              | Ma              | Me              | Gi              | Ve              | Sa              | Do              | Lu              | Ma              | Me              | Gi              | Ve              | Sa              | Do              | Lu              | Ma              | Me              | Gi              | Ve              | Sa              | Do              |                 |
| Giugno          | Lu              | Ma              | Me              | Gi              | Ve              | Sa              | Do              | Lu              | Ma              | Me              | Gi              | Ve              | Sa              | Do              | Lu              | Ma              | Me              | Gi              | Ve              | Sa              | Do              | Lu              | Ma              | Me              | Gi              | Ve              | Sa              | Do              | Lu              | Ma              |                 |                 |
| Luglio          | Me              | Gi              | Ve              | Sa              | Do              | Lu              | Ma              | Me              | Gi              | Ve              | Sa              | Do              | Lu              | Ma              | Me              | Gi              | Ve              | Sa              | Do              | Lu              | Ma              | Me              | Gi              | Ve              | Sa              | Do              | Lu              | Ma              | Me              | Gi              | Ve              |                 |
| Agosto          | Sa              | Do              | Lu              | Ma              | Me              | Gi              | Ve              | Sa              | Do              | Lu              | Ma              | Me              | Gi              | Ve              | Sa              | Do              | Lu              | Ma              | Me              | Gi              | Ve              | Sa              | Do              | Lu              | Ma              | Me              | Gi              | Ve              | Sa              | Do              | Lu              |                 |
| Settembre       | Ma              | Me              | Gi              | Ve              | Sa              | Do              | Lu              | Ma              | Me              | Gi              | Ve              | Sa              | Do              | Lu              | Ma              | Me              | Gi              | Ve              | Sa              | Do              | Lu              | Ma              | Me              | Gi              | Ve              | Sa              | Do              | Lu              | Ma              | Me              |                 |                 |
| Ottobre         | Gi              | Ve              | Sa              | Do              | Lu              | Ma              | Me              | Gi              | Ve              | Sa              | Do              | Lu              | Ma              | Me              | Gi              | Ve              | Sa              | Do              | Lu              | Ma              | Me              | Gi              | Ve              | Sa              | Do              | Lu              | Ma              | Me              | Gi              | Ve              | Sa              |                 |
| Novembre        | Do              | Lu              | Ma              | Me              | Gi              | Ve              | Sa              | Do              | Lu              | Ma              | Me              | Gi              | Ve              | Sa              | Do              | Lu              | Ma              | Me              | Gi              | Ve              | Sa              | Do              | Lu              | Ma              | Me              | Gi              | Ve              | Sa              | Do              | Lu              |                 |                 |
| Dicembre        | Ma              | Me              | Gi              | Ve              | Sa              | Do              | Lu              | Ma              | Me              | Gi              | Ve              | Sa              | Do              | Lu              | Ma              | Me              | Gi              | Ve              | Sa              | Do              | Lu              | Ma              | Me              | Gi              | Ve              | Sa              | Do              | Lu              | Ma              | Me              | Gi              |                 |